# Ypsilon Librae
Ypsilon Librae (υ Lib) – gwiazda w gwiazdozbiorze Wagi. Jest odległa od Słońca o ok. 224 lata świetlne. Jest to olbrzym reprezentujący typ widmowy K.

## Charakterystyka
Ypsilon Librae jest olbrzymem typu widmowego K3 III. Emituje około 319 razy więcej promieniowania niż Słońce. Jest gwiazdą wizualnie podwójną.

## Widoczność
Obecnie Ypsilon Librae jest gwiazdą o wielkości gwiazdowej 3,6m, widoczną gołym okiem, ale niespecjalnie wyróżniającą się jasnością. Ruch własny tej gwiazdy zbliża ją jednak do Układu Słonecznego, w związku z czym jej obserwowana jasność rośnie. Według obliczeń opartych na pomiarach sondy Hipparcos, Ypsilon Librae w okresie od 2,03 do 2,67 miliona lat w przyszłości stanie się najjaśniejszą (po Słońcu) gwiazdą ziemskiego nieba. Jej obserwowana wielkość gwiazdowa osiągnie −0,46m. Wiąże się to z faktem, że gwiazda zbliży się do Układu Słonecznego na odległość 30 lat świetlnych. Obecnie Syriusz i Kanopus są jaśniejsze, ale już trzeci co do jasności Arktur świeci słabiej. W czasie kiedy Ypsilon Librae osiągnie największą jasność widmową, Syriusz i Kanopus oddalą się od Słońca na tyle, że ich jasność będzie mniejsza.